# Гуадалупе (Ла-Патрона)
Гуадалупе (Ла-Патрона) (исп. Guadalupe (La Patrona)) — небольшой город в восточной части Мексики, на территории штата Веракрус. Входит в состав муниципалитета Аматлан-де-лос-Рейес.

## Географическое положение
Гуадалупе расположен на востоке центральной части штата, на расстоянии приблизительно 75 километров (по прямой) к югу от города Халапа-Энрикеса, административного центра штата. Абсолютная высота — 701 метр над уровнем моря.

## Население
Согласно данным, полученным в ходе проведения официальной переписи 2005 года, в городе проживало 3425 человек (1615 мужчин и 1810 женщин). Насчитывалось 854 дома. По возрастному диапазону население распределилось следующим образом: 36,1 % — жители младше 18 лет, 53,8 % — между 18 и 59 годами и 10,1 % — в возрасте 60 лет и старше. Уровень грамотности среди жителей старше 15 лет составлял 94,3 %.
По данным переписи 2010 года, численность населения Гуадалупе составляла 3569 человек. Динамика численности населения города по годам:
| 2000 | 2005 | 2010 |
| ---- | ---- | ---- |
| 3271 | 3425 | 3569 |